# Вилхелм фон Неселроде
Вилхелм фон Неселроде (на немски: Wilhelm von Nesselrode; † сл. 1585) е благородник от древния род Неселроде, господар на Ересхофен (част от Енгелскирхен) и Тум (част от Кройцау) в Северен Рейн-Вестфалия.
Той е син на Йохан фон Неселроде, господар на Ересхофен и Тум († пр. 1561) и съпругата му София фон дем Бонгарт († 1564), дъщеря на Зибгин фон дем Бонгарт и София фон Вахтендонк. Внук е на Вилхелм фон Неселроде, господар на Ересхофен († сл. 1533) и Агнес фон Палант, наследничка на Тум, дъщеря на Герхард I фон Палант, господар на Гладбах, и Хедвиг фон Ханкселер, наследничка на Тум.
През 1396 г. фамилията Неселроде получава Ересховен, който остава 500 години до 1920 г. резиденция на фамилията.
Дядо е на Бертрам VIII (1625 – 1701), издигнат на 3 юли 1653 г. на имперски фрайхер, става канцлер и наследствен маршал на Херцогство Берг, и Вилхелм Франц (1638 – 1732, дипломат, 1703 г. епископ на Фюнфкирхен/Печ (Унгария), и 1721 г. издигнат на имперски граф.

## Фамилия
Вилхелм фон Неселроде се жени на 23 февруари 1579 г. за фрайин Мария Елизабет фон Шварценберг (* сл. 1551; † 8 юни 1599), дъщеря на фрайхер Вилхелм II/III фон Шварценберг († 1558/1559 в битка) и Анна фон Харф-Алсдорф († 1584). Тя е внучка на Вилхелм I фон Зайнсхайм-Шварценберг (1486 – 1526) и графиня Катарина Вилхелмина фон Неселроде († 1567), дъщеря на Вилхелм фон Неселроде цу Щайн († 1504) и Елизабет фон Биргел, наследничка на Рат и Бовенсберг († 1532). Те имат децата:
- Анна фон Неселроде († сл. 1641), омъжена 1600 г. за Йоханес фон и цу Бинзфелд и Вайлер († 1627)
- Адолф фон Неселроде цу Ересхофен, Тум и Вегберг (1592 – 1635), фрайхер, наследствен маршал на Графство Берг, 1625 г. управител на крепост Виндек, женен I. на 19 септември 1615 г. за Анна Катарина фон Зьотерн цу Лемберг (1592 – 1629), дъщеря на Лудвиг Александер фон Зьотерн цу Лемберг († 1612) и Елизабет фон Насау-Шпуркенбург († сл. 1631), II. за фон дер Реке, дъщеря на Йобст фон дер Реке цу Херне и Йохана фон дер Хайден